# ミスティックダン
ミスティックダン（Mystik Dan）は、アメリカ合衆国の競走馬。主な勝ち鞍は2024年のケンタッキーダービー、サウスウェストステークス。

## 概要

### 2歳（2023年）
10月23日のキーンランド競馬場の未勝利戦でブライアン・ヘルナンデス・ジュニアを背にデビューして2着。続いて11月12日のチャーチルダウンズ競馬場の未勝利戦に出走して初勝利を挙げる。
その後は11月25日にチャーチルダウンズ競馬場の条件戦に出走するも5着に敗れている。

### 3歳（2024年）
3歳初戦は1月1日のスマーティージョーンズステークス(L)にジュリアン・ルパルーを背に出走するが、ここでも5着に敗れた。
再びヘルナンデスを鞍上に迎えて2月3日のサウスウェストステークス(G3)に出走。6番手待機から第3コーナーで4番手まで上がると、内埒沿いを維持しながら早めに直線で先頭に立つ。そのまま後続との間に大きな差を築くと最後は流す余裕を見せて8馬身差の圧勝。グレード競走初制覇となった。
その後は3月30日のアーカンソーダービー(G1)に3番人気出走、勝ったムースから6馬身1/4差に3着に敗れた。
迎えた5月4日のケンタッキーダービー(G1)ではJRAオッズ10番人気・モーニングラインのオッズで6番人気の評価で出走。逃げ馬の背後の4番手を追走して、大きく開いた埒沿いから通って進出。残り1ハロン標識では3馬身の差を築くが、背後からシエラレオネとフォーエバーヤングも併せ馬で追い上げる。ゴールのところでは3頭横並びの首の上げ下げの激戦となったが、シエラレオネにハナ差先着して勝利。ケンタッキーダービーでG1初制覇を飾った。

## 血統表
| ミスティックダンの血統   | ミスティックダンの血統           | ミスティックダンの血統       | （血統表の出典）             | （血統表の出典）    |
| 父系                     | ストームキャット系               | ストームキャット系           | ストームキャット系           | [ § 2 ]             |
| 父 Goldencents 鹿毛 2010 | 父の父Into Mischief 鹿毛 2005    | Harlan's Holiday             | Harlan                       | Harlan              |
| 父 Goldencents 鹿毛 2010 | 父の父Into Mischief 鹿毛 2005    | Harlan's Holiday             | Christmas in Aiken           |                     |
| 父 Goldencents 鹿毛 2010 | 父の父Into Mischief 鹿毛 2005    | Leslie's Lady                | Tricky Creek                 | Tricky Creek        |
| 父 Goldencents 鹿毛 2010 | 父の父Into Mischief 鹿毛 2005    | Leslie's Lady                | Crystal Lady                 |                     |
| 父 Goldencents 鹿毛 2010 | 父の母Golden Works 鹿毛          | Banker's Gold                | *フォーティナイナー          | *フォーティナイナー |
| 父 Goldencents 鹿毛 2010 | 父の母Golden Works 鹿毛          | Banker's Gold                | Banker's Lady                |                     |
| 父 Goldencents 鹿毛 2010 | 父の母Golden Works 鹿毛          | Body Works                   | Bold Ruckus                  | Bold Ruckus         |
| 父 Goldencents 鹿毛 2010 | 父の母Golden Works 鹿毛          | Body Works                   | Kinto                        |                     |
| 母 Ma'am 鹿毛 2013       | 母の父Colonel John 鹿毛 2005     | Tiznow                       | Cee's Tizzy                  | Cee's Tizzy         |
| 母 Ma'am 鹿毛 2013       | 母の父Colonel John 鹿毛 2005     | Tiznow                       | Cee's Song                   |                     |
| 母 Ma'am 鹿毛 2013       | 母の父Colonel John 鹿毛 2005     | Sweet Damsel                 | Turkoman                     | Turkoman            |
| 母 Ma'am 鹿毛 2013       | 母の父Colonel John 鹿毛 2005     | Sweet Damsel                 | Grande Dame                  |                     |
| 母 Ma'am 鹿毛 2013       | 母の母Lady Siphonica 黒鹿毛 2002 | Siphon                       | Itajara                      | Itajara             |
| 母 Ma'am 鹿毛 2013       | 母の母Lady Siphonica 黒鹿毛 2002 | Siphon                       | Ebrea                        |                     |
| 母 Ma'am 鹿毛 2013       | 母の母Lady Siphonica 黒鹿毛 2002 | Cherokee Crossing            | Cherokee Colony              | Cherokee Colony     |
| 母 Ma'am 鹿毛 2013       | 母の母Lady Siphonica 黒鹿毛 2002 | Cherokee Crossing            | Sky Meadows                  |                     |
| 母系(F-No.)              | プライズクロッシング(FN:4-r)     | プライズクロッシング(FN:4-r) | プライズクロッシング(FN:4-r) | [ § 3 ]             |
| 出典                     | 1. 2. 3.                         | 1. 2. 3.                     | 1. 2. 3.                     | 1. 2. 3.            |